# Драгалевски манастир
Драгалевският манастир „Успение Богородично“ е български православен девически манастир. По-стари имена на манастира са „Света Богородица Витошка“ и „Витошка пречиста Богоматер“.

## Местоположение
Разположен е над София в планината Витоша, в живописна природа сред букови гори до Драгалевска река край пътя за хижа „Алеко“ и Черни връх. Отстои на 1 километър от софийския квартал Драгалевци и на 600 метра от софийската вилна зона Милкова кория.

## История
Основан е от цар Иван Александър като ставропигиален манастир (т.е. подчинен пряко на патриарха), освободен от данъци, тегоби и намеса на средечките или други градоначалник и владика. Тези най-стари сведения за манастира са записани във „Витошката златопечатна грамота“ на цар Иван Шишман, дадена на манастира. Той става прочута обител, с основание е наричан „Царски манастир“ и макар да не е лавра (централен), е най-издигнатият сред 14-те манастира, образуващи прочутата Софийска Света гора.
Манастирът представлява комплекс от църква, жилищни и стопански сгради. Опожарен и запустял след завладяването на София от османските турци през 1382 г. В 1476 г. софийският болярин Радослав Мавър подновява и зографисва църквата. Надписът над входната врата и ктиторските портрети на Радослав Мавър, жена му Вида (на северната стена) и на двамата му синовете Никола и Страхил (срещу тях) са с особена стойност.
Възстановен в средата на ХV век става средище на оживена книжовна и просветителска дейност. В ХІV – ХVІ век е центърът на Софийската книжовна школа. Там са преписани и създени редица български християнски книги. Между 1562 г. и 1612 г. в Драгалевския манастир „Света Богородица Витошка“ от монаха Йов Касинец (Шишатовец) Граматик от Темешвар е направен откритият от Виктор Григорович в 1854 г. в Боянската църква препис на Поменик на българските царе (Боянски поменик на българските царе). От Драгалевския манастир е четвероевангелие от 1469 г., в което поп Никола отбелязва манастира като „месте Царскьй обители“, напомняйки за неговото създание като царски. Четвероевангелието от 1534 г. е изписано с иждивението на терзията Милич и жена му Вела от София. Евангелието от 1648 г. е обковано със сребро от златаря Велко, който е изобразил на него 3 библейски сцени. Псалтир от XVI в., съставен от братята книжовници Данаил, Стоян и Владко, сборник със слова от XVIII и много църковни книги са дело на просветителната дейност на манастира. Някои книги се пазят в музеите на манастирите на Света гора в Атон.
В XVIII век църквата „Св. Богородица“ е украсена с нови стенописи. Иконостасът е дело на майстори от Софийско от края на XVIII век От Никола Образописов са зографисани някои от иконите в манастира. През XVII век е основано килийно училище с постоянен учител. През 1818 г. църквата е разширена на север.
През 1871 – 1872 при основаването и работата на софийския комитет Васил Левски многократно отсяда в манастира. Игумен на манастира тогава е йеромонах Генадий Скитник (Иван Ихтимански) – четник на Ильо войвода, участник в Първата легия на Раковски (1862), където се запознава с Левски. Игуменът води Левски при верни хора в града и околните села, където основават комитетите, чиито член е и той. Пренася комитетската поща и често революционните събрания стават в манастира. След ареста на Левски игуменът Генадий временно оставя расото, минава в Сърбия, среща се с Панайот Хитов и планират изпращане на чети и бунт в България. По-късно се оттегля в манастир на Света гора. Наследникът му дякон Игнатий Рилски се заловя за божиите работи, без да забравя националното освобождение. През 1873 г. той възобновява тайния революционен комитет в София.
През 1932 г. църквата е разширена с добавянето на нов наос към нея; днес нейните 2 части са едно цяло – паметник на културата от национално значение. Останалите сгради наоколо са нови, в български национален стил. Там българският екзарх Стефан изгражда резиденцията на Светия Синод, посещавана от цар Борис ІІІ Обединител и принц Кирил.
Днес манастирът е женски. До него се стига по асфалтиран път, отклоняващ се от шосето към Щастливеца.